# Il fantasma del castello
Il fantasma del castello (London After Midnight) è un film muto del 1927 diretto da Tod Browning.
È celebre per essere un film perduto, probabilmente il caso più eclatante di tutti. L'ultima copia conosciuta del film andò distrutta durante un incendio in un deposito della MGM nel 1965.

## Trama

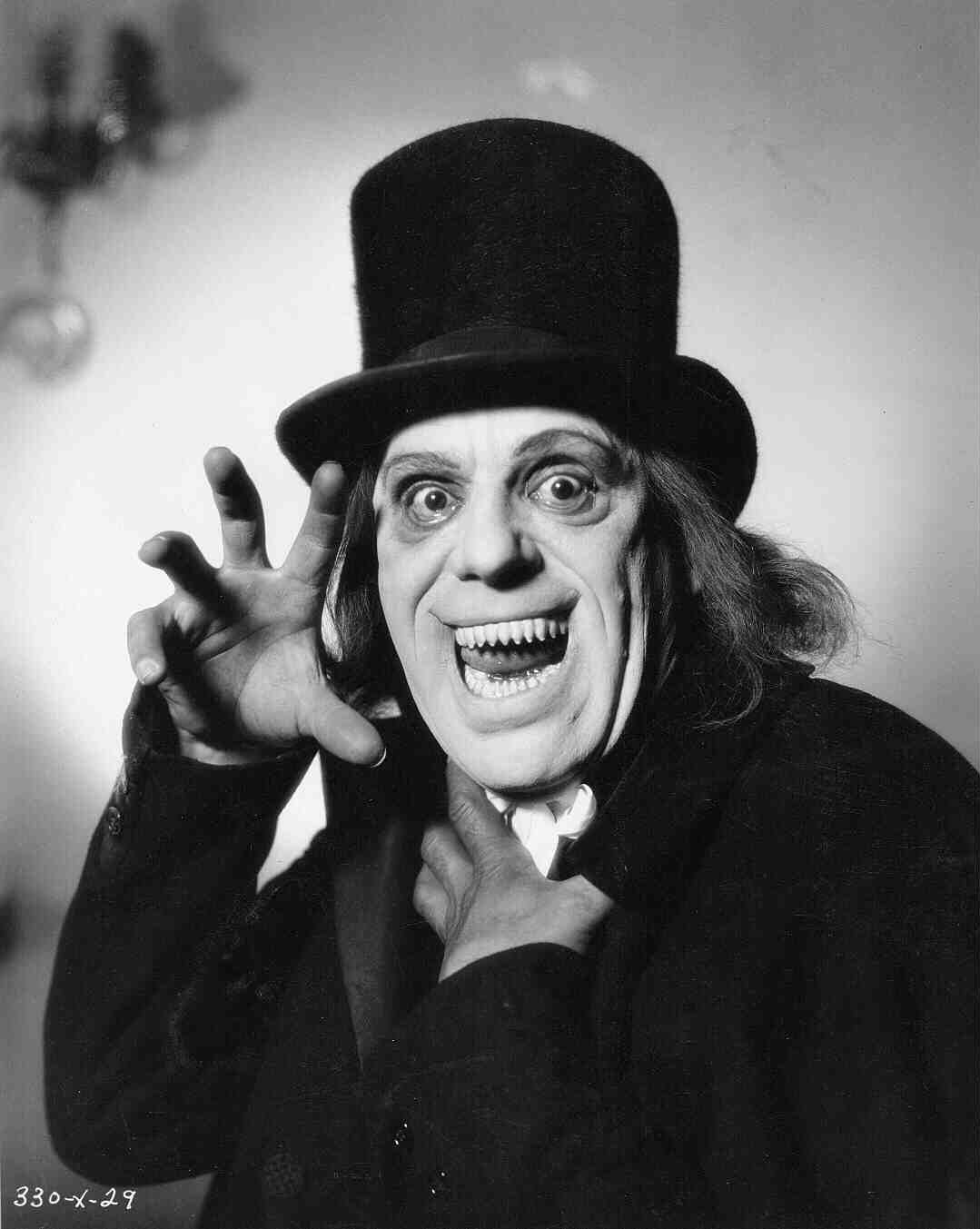
"Il vampiro"

A Londra, Sir Roger Balfour viene trovato assassinato nella sua abitazione. L'ispettore Burke di Scotland Yard è chiamato ad investigare sul caso. Gli indiziati di omicidio sono Williams (il maggiordomo), Sir James Hamlin e suo nipote, Arthur Hibbs. Viene trovato un biglietto del defunto che farebbe pensare a un suicidio e il caso viene chiuso di conseguenza.
Cinque anni dopo, la vecchia dimora ormai disabitata di Balfour è infestata da un sinistro figuro dai tratti vampireschi, con un cappello a cilindro, gli occhi spiritati e un ghigno satanico perenne. La sua assistente è una donna spettrale, dai capelli corvini. Potrebbe essere Sir Balfour, resuscitato dalla tomba?

## Produzione

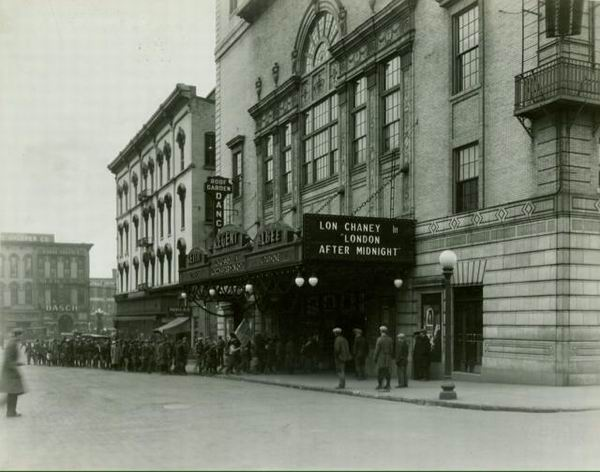
Il film in programmazione in un cinema nel 1930

Il trucco di Chaney utilizzato nel film è notevole, denti aguzzi, occhi ipnotici, tutti effetti ottenuti con protesi che l'attore stesso ideava e costruiva da solo. Secondo fonti di allora, Chaney diede volutamente al personaggio del "vampiro" un aspetto esageratamente assurdo, poiché egli era in realtà l'ispettore di Scotland Yard (sempre interpretato da Chaney) travestito. Questa fu l'unica volta in cui Chaney utilizzò la sua famosa abilità nel makeup come un espediente della trama.
Il film incassò circa 500 000 dollari al botteghino, divenendo il successo più grande della collaborazione cinematografica tra Chaney e Browning. Ciononostante, resoconti di spettatori e critici che videro il film prima della sua distruzione nel 1965 (incluso lo storico del cinema William K. Everson) affermino che non era uno dei loro film migliori. Sfortunatamente, il film è andato perduto: nessuna copia sembra essere sopravvissuta, anche se c'è stato un tentativo di ricostruzione utilizzando il copione e le foto pubblicitarie. In seguito Browning stesso fece un remake del film, con qualche cambiamento alla sceneggiatura, intitolato I vampiri di Praga (1935), in cui Lionel Barrymore interpretò l'ispettore di polizia e Bela Lugosi interpretò il vampiro fantasma.
L'ultima copia conosciuta del film venne immagazzinata nel deposito numero 7 della MGM. Nel 1965, un cortocircuito elettrico causò un forte incendio che distrusse numerosi film dell'epoca del muto, tra i quali, anche London After Midnight.
Alcuni dialoghi del film furono sonorizzati in via sperimentale — il coevo Il cantante di jazz, con Al Jolson, è il primo film interamente parlato, ma gli esperimenti andavano avanti almeno dall'immediato primo dopoguerra, e molti aspettavano di poter udire la voce di Chaney, uno dei divi più amati dell'epoca. Gli spettatori restarono però delusi: dopo la prima, l'attore chiese che le parti fossero tagliate perché la sua voce era già compromessa dal cancro alle corde vocali che ne avrebbe decretata la morte prematura.

## Accoglienza

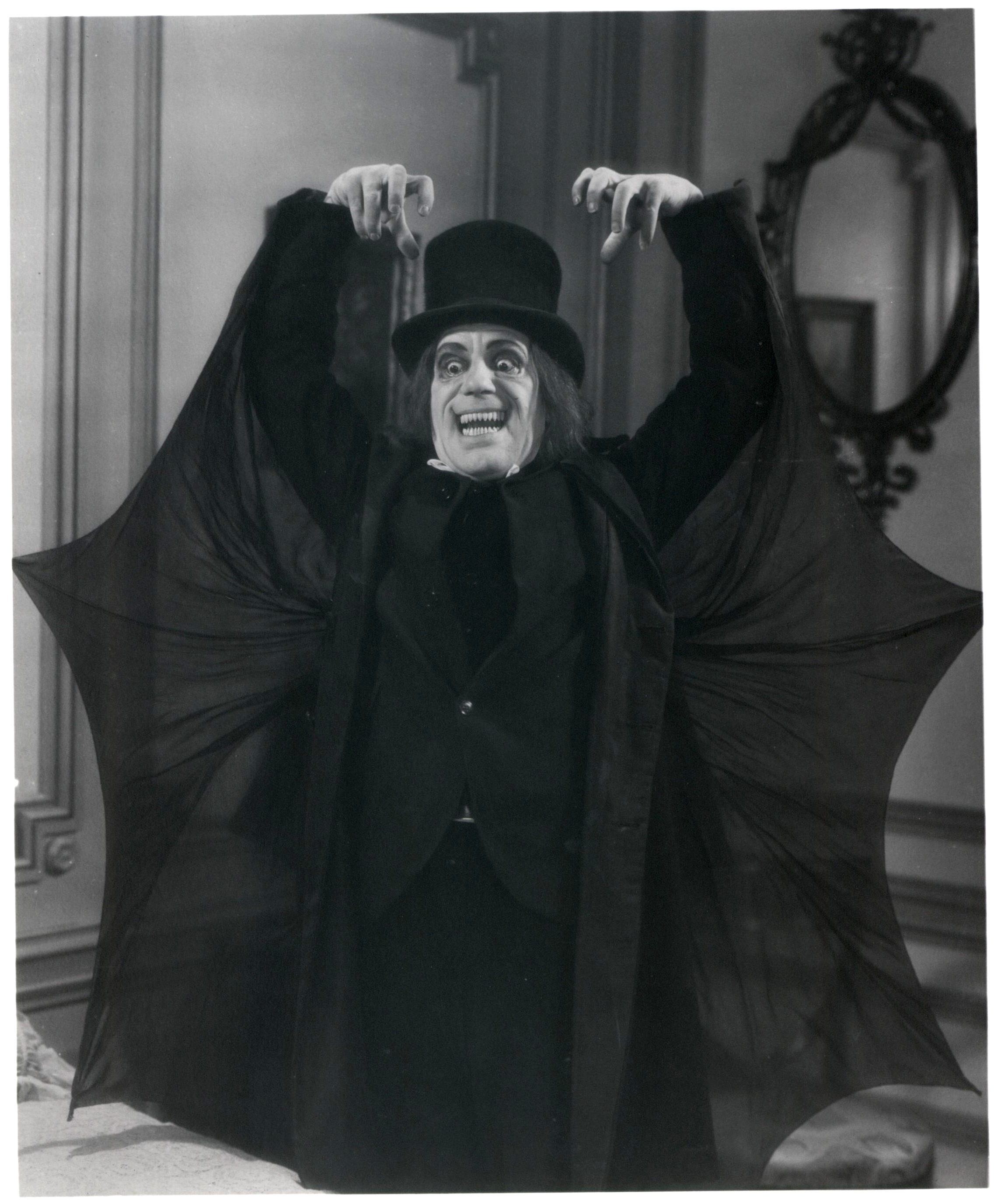
Il celebre trucco di Lon Chaney nel film in una foto pubblicitaria dell'epoca

Il film incassò 1 004 000 $ al box office statunitense a fronte di un costo di produzione di 151 666,14 $ diventando la collaborazione più economicamente di successo tra Chaney e Browning, e il decimo incasso più alto del 1927. Tuttavia, la critica contemporanea espresse qualche perplessità sulla pellicola, e non lo giudicò tra i migliori film girati da Chaney e Browning. La trama fu definita "incoerente" dal The New York Times e "senza senso" da Harrison's Reports, e si attirò le critiche maggiori.
Una recensione positiva arrivò da Film Daily, che definì la pellicola "una storia certa di disturbare il sistema nervoso degli appassionati di cinema più sensibili. Se riusciranno a non farsi venire i brividi a causa degli stormi di pipistrelli sudici che piombano in giro, delle stanze misteriose coperte di ragnatele e degli abitanti grotteschi della casa infestata, allora avranno superato la prova".
The Warren Tribune notò che Lon Chaney è "presente in quasi ogni scena, in un duplice ruolo che mette alla prova le sue abilità in misura non trascurabile". La recensione evidenziò che questo fatto, mettendo a dura prova il protagonismo di Chaney, permette alla trama di essere più chiara e scorrevole, ma fa anche sì che il film "non sia tra le sue migliori cose".
Un recensore del The Brooklyn Daily Eagle scrisse: "È piacevole riferire anche che non c'è nessuno dei soliti inutili elementi comici ne Il fantasma del castello che possa sminuire il suo sinistro e inquietante schema. Questo dovrebbe renderlo il miglior film del mistero dell'anno". Tuttavia, venne criticata la regia di Tod Browning in quanto non riusciva a ricatturare l'atmosfera inquietante presente ne Il castello degli spettri.
Variety scrisse: "Young, Browning e Chaney sono stati una buona squadra in passato, ma la storia sulla quale si basa questa produzione non è di altissima qualità"; aggiungendo anche: "Poiché Burke è "un personaggio trascurabile, bidimensionale e meccanico", non riesce a far immedesimare gli spettatori".
Anche il The New Yorker scrisse che "regia, recitazione e messa in scena erano migliori dell'idea", ma "la sceneggiatura si sforza troppo per creare effetto. Il signor Browning può creare scenari di terrore pittorici e Lon Chaney può truccarsi in una maniera completamente ripugnante, ma entrambi i loro sforzi sono sprecati quando la storia non ha senso".

## Ricostruzione
Nel 2002, la Turner Classic Movies commissionò a Rick Schmidlin, famoso restauratore cinematografico, di produrre una versione di 45 minuti del film, usando fotografie di scena e pubblicitarie dell'epoca. L'anno seguente, la versione ricostruita è stata inserita all'interno del cofanetto DVD The Lon Chaney Collection pubblicato dalla TCM Archives.

## Collezionisti

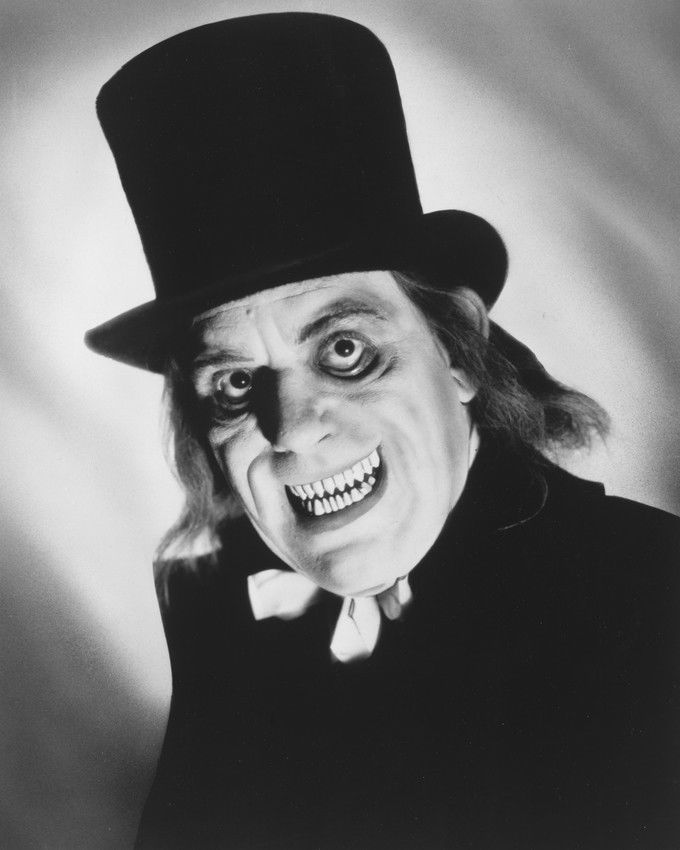
Lon Chaney truccato in una foto pubblicitaria per il film

Si è spesso parlato dell'esistenza di copie sopravvissute del film in sedici e addirittura, fatto assai improbabile, in otto millimetri, custodite da collezionisti privati in attesa di un rialzo delle quotazioni, ma nessuna di queste voci è mai stata confermata in maniera attendibile.
Nel 2014 l'unico poster originale del film del quale si conosca l'esistenza è stato venduto durante un'asta svoltasi a Dallas, Texas, a un acquirente anonimo per la cifra di 478 000 dollari, diventando così il poster cinematografico più prezioso mai venduto a un'asta pubblica (il precedente record era detenuto da un poster del film del 1932 La mummia, venduto nel 1997 per oltre 453 000 dollari).

## Riferimenti
- Il film venne citato dalla difesa in un processo intentato a un uomo accusato dell'omicidio di una donna avvenuto nell'Hyde Park di Londra nel 1928, come causa scatenante del fatto. L'avvocato dell'imputato disse che l'interpretazione di Chaney aveva talmente impressionato l'uomo da renderlo temporaneamente incapace di intendere e volere, ma la mozione venne respinta e l'uomo condannato per il suo crimine.
- La gothic band dei London After Midnight ha preso il nome dal titolo originale del film.
- Nella terza stagione di Whitechapel (episodi 5 e 6) viene menzionato il film come causa della pazzia di un serial killer, e si ipotizza come questi sia in possesso dell'ultima copia esistente della pellicola.
- La regista Jennifer Kent ha dichiarato di essersi ispirata all'aspetto di Lon Chaney nel film per il personaggio principale del suo lungometraggio Babadook.[12]